# Anisodes griseata
Anisodes griseata là một loài bướm đêm trong họ Geometridae.